# Percona
Percona es una empresa de software y servicios especializada en bases de datos MySQL. Fue fundada en 2006 por Peter Zaitsev y Vadim Tkachenko. La sede está en Pleasanton (California).
Percona también es importante para la bifurcaciones que desarrolla y mantiene: Percona Server es una bifurcación de MySQL y XtraDB es una bifurcación del motor de almacenamiento InnoDB. Estos no tienen una base de usuarios comparable a la del software del que se derivan, pero las características y correcciones que introducen a menudo se importan a MySQL o la bifurcación MariaDB. Además, Percona Server está presente en los repositorios de muchas distribuciones de GNU/Linux.
Percona proporciona soporte, asesoramiento, capacitación y administración remota de MySQL a varias compañías como Cisco Systems, Alcatel-Lucent, Groupon y la BBC.

## Productos
- Percona Server es una bifurcación de MySQL. La diferencia principal consiste en el uso del motor de base de datos XtraDB en vez de Oracle InnoDB.[4]
- Percona Toolkit es una continuación del ahora abandonado proyecto Maatkit, que es un conjunto de herramientas de base de datos. Maatkit fue creado por Baron Schwartz, exempleado de Percona.[5]

Arquitectura de Percona Monitoring and Management (Percona PMM)

- Percona Monitoring and Management proporciona un análisis en profundidad basado en el tiempo para MySQL, MariaDB, MongoDB Servers y PostgreSQL, ya sean locales o en la nube.
- Percona Monitoring Plugins son componentes para monitorear bases de datos MySQL, diseñados para integrar herramientas como Nagios y Cacti. También estos complementos fueron creados por Baron Schwartz.[6]
- Percona PAM authentication plugin For MySQL es un complemento que permite que MySQL se autentique mediante el envío de mensajes por medio de Pluggable authentication modules (PAM).[7]
- Percona XtraDB Cluster es una solución de alta disponibilidad altamente escalable para agrupar bases de datos MySQL. Percona XtraDB Cluster integra Percona Server con la biblioteca Galera.
- Percona XtraBackup es una herramienta de copia de seguridad en caliente para MySQL, que realiza respaldos sin bloqueo de las tablas InnoDB y XtraDB. Fue la primera herramienta de código abierto de este tipo.[8]
- Percona Data Recovery Tool es un conjunto de herramientas para recuperar datos dañados de las tablas InnoDB y XtraDB.
- XtraDB es una bifrucación de Oracle InnoDB. Percona XtraDB no tiene versiones binarias separadas. Se incluye en Percona Server y MariaDB.[9]

## Reconocimientos
Desde 2016, Percona ha recibido premios sucesivos:
- Percona ha sido reconocido como el Mejor Innovador en la categoría de tecnologías SQL por los premios Best of Tech Awards 2013, organizado por DeveloperWeek.[11][12]
- Percona fue nombrado en la lista inicial de DBTA 100, que enumera las compañías que tienen la mayor relevancia en el campo de datos.[13]

## Información adicional
Los fundadores de la compañía, Peter Zaitsev y Vadim Tkachenko, son miembros activos de la comunidad de software de código abierto. Son coautores del libro High Performance MySQL (tercera edición), publicado por O’Reilly con Baron Schwarz.
Percona alberga dos conferencias de usuarios de bases de datos de código abierto cada año. Estos eventos están diseñados para proporcionar información sobre todo el software de base de datos de fuente abierta, no solo los desarrollados por la empresa. Un comité de voluntarios crea el programa desde presentaciones hasta una convocatoria abierta de trabajos para Percona Live (América del Norte) y Percona Live Europe.
La compañía apoya la comunidad de código abierto con el blog Database Performance, que es en gran parte de contenido técnico; organizando un foro técnico y patrocinando organizaciones y eventos de código abierto.